# Mappa dell'amore
Una mappa dell'amore rappresenta le condizioni che una persona reputa ideali in una situazione erotica. Il concetto è stato proposto dal sessuologo John Money durante una discussione sullo sviluppo delle preferenze sessuali. Money definisce la mappa dell'amore come una rappresentazione concettuale o un'idea, che riguarda sia l'amante perfetto che la situazione erotica perfetta. Non ha importanza che il soggetto delle fantasia sia realmente il proprio partner.

## Storia
Il concetto di mappa dell'amore viene proposto per la prima volta da Money nel 1980 in un articolo pubblicato sotto il titolo "Legami di coppia e limerenza". Precedentemente Money aveva discusso della mappa dell'amore coi suoi studenti, come "un'immagine idealizzata ed altamente idiosincratica". Nel 1997 espande il concetto in tre categorie, aptoerotico (cutaneo), morfoelettrico (visivo) e gnomoerotico (narrativo).
Sin dalla sua teorizzazione il concetto di mappa dell'amore, applicato alla relazioni interpersonali, è stato universalmente accettato. Si trova spesso citato in diversi libri sull'amore e la sessualità, non ultimo La scienza dell'amore di Glenn Wilson e Chris McLaughlin.

## Sviluppo
Money descrive la genesi di una mappa dell'amore similarmente all'acquisizione della lingua natia, in quanto entrambi si sviluppano sin dalla più tenera età, divenendo parte integrante dell'individualità di una persona. La mappa dell'amore non è presente alla nascita, ma comincia a svilupparsi poco tempo dopo, esprimendosi al massimo durante la pubertà. Non esistono due mappe dell'amore uguali: ogni persona ne sviluppa una dettata in larga parte dalle proprie esperienze di vita. Taluni aspetti della mappa dell'amore vengono sbloccati di volta in volta a seguito di nuove esperienze, come ad esempio il primo approccio alla pornografia.
Lo psicologo Gregory Lehne afferma che alcuni aspetti della mappa dell'amore possono essere influenzati anche da fattori genetici o prenatali, ma che la loro manifestazione è comunque legata ai sensi. Lehne suggerisce inoltre che esistono aspetti della mappa dell'amore che vengono codificati quando la loro natura sessuale non è esplicita. Ciò è probabilmente dovuto alla loro associazione con l'eccitazione sessuale o a una fluttuazione ormonale. Queste si formano durante le esperienze precedenti agli otto anni d'età: ad esempio, un bambino che si eccita senza volerlo durante una sculacciata svilupperà probabilmente un interesse per lo spanking. Una mappa dell'amore è molto radicata, e muta raramente.
Una mappa dell'amore è solitamente specifica, essendo frutto dei desideri di una persona, per quanto riguarda diversi aspetti del partner ideale, come fisionomia, costituzione, razza, colore della pelle, carattere e molti altri dettagli. Money suggerisce che l'amore è come una macchia di Rorschach: i legami di coppia sono più solidi quanto più simili sono le mappe dell'amore dei partner. Quest'affinità si rivela in particolar modo durante la fase di corteggiamento.

## Varianti
La mappa dell'amore di Money analizza un'ampia gamma di predilezioni sessuali e comportamenti. Nel libro in cui tratta l'argomento, alcune delle varianti più interessanti sono:
- Mappe dell'amore eterosessuali - hanno come protagonista un partner di genere sessuale opposto.
- Mappe dell'amore omosessuale - hanno come protagonista un partner di genere sessuale affine.
- Mappe dell'amore vandalizzate - queste si presentano quando il processo di sviluppo della mappa dell'amore subisce un trauma, ovvero quando un individuo è partecipe di un'esperienza sessuale non adatta, come ad esempio uno stupro o un rapporto sessuale incestuoso. Una mappa dell'amore vandalizzata si svilupperà in futuro come parafiliaca o iposessuale.
- Mappe dell'amore parafiliache - presentano principalmente fantasie e pratiche sessuali socialmente inaccettabili, deplorevoli, degradanti o illegali.

## Per saperne di più
- John Money
- Sessualità
- Disordine del corteggiamento